# Днеприк (река)
Днеприк (бел. Днепрык) — река в Белоруссии, в Речицком районе Гомельской области, левый приток реки Ведрич. Длина 19,6 км. Площадь водосбора 118 км². Средний наклон водной поверхности 0,7 %. Начинается в 1,8 км на северо-восток от деревни Володарск, устье на южной окраине деревни Демехи. Течёт преимущественно по заболоченному лесом. Основной приток — река Шибенка.
Русло канализировано в 1945 на всём протяжении; в 1993 проведена подчистка русла от наносов на участке от железной дороги Речица — Василевичи вверх по течению на протяжении 10,5 км.